# Mika Hijii
Mika Hijii (jap. 肘井 美佳, Hijii Mika; * 13. Oktober 1982 in Iizuka, Präfektur Fukuoka) ist eine japanische Schauspielerin.
Sie spielt in Ninja – Revenge Will Rise (2009) die Rolle der Namiko. Sie ist seit 2004 im Film- und Fernsehgeschäft als Schauspielerin aktiv und war bisher in mehr als 20 Fernseh- und mehr als ein Dutzend Filmproduktionen zu sehen.

## Filmografie (Auswahl)
- 2003: Chicken Is Barefoot
- 2006: Cherry Pie
- 2008: Happy Flight
- 2009: Nukenin
- 2009: Ninja – Revenge Will Rise
- 2010: Alien vs. Ninja
- 2011: Ima, yari ni yukimasu
- 2013: Ninja – Pfad der Rache (Ninja: Shadow of a Tear)
- 2023: Yu Yu Hakusho (Yū Yū Hakusho)